# Tiratron

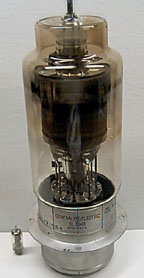
Tiratron gigante de hidrogênio, da General Electric usado em radares ao lado de uma tiratron miniatura usada em relés e jukeboxes.

Tiratron (en. Thyratron) era um tipo de válvula eletrônica em que seu interior ao invés de vácuo, como nas válvulas comuns, havia um gás ionizável como vapor de mercúrio, néon ou xenônio, o que resultava em um funcionamento peculiar.
Toda vez que a tensão de sua grade de controle (a grade que controla a passagem de corrente através da válvula) atingia um determinado valor (limiar) a condução entre cátodo e anodo (placa) da válvula imediatamente atingia o seu valor máximo e permanecia assim, mesmo suprimindo a tensão da grade de controle, até que fosse interrompida a corrente de placa da válvula, fenômeno este parecido com o que acontece com os TRIACs e SCRs. Aliás estes dispositivos semicondutores recebem a designação de tiristores devido ao seu funcionamento ser parecido com o das válvulas tiratron.
As válvulas tiratron eram usadas, antes do uso de SCRs e TRIACs, em circuitos de disparo (como em alarmes) e retificação.